# 大眼金球魨
大眼金球魨為輻鰭魚綱魨形目四齒魨亞目四齒魨科的其中一種，為熱帶淡水魚，分布於亞洲印尼淡水水域，體長可達7公分，棲息在底層水域，以水生昆蟲為食，生活習性不明。

## 扩展阅读
維基物種上的相關：大眼金球魨